# Stuart Malutki (film)
Stuart Malutki – amerykańsko-niemiecki film familijny z 1999 roku na podstawie książki Stuart Malutki E.B. White’a.
Powstała kontynuacja filmu „Stuart Malutki 2”, oraz „Stuart Malutki 3: Trochę natury”.
Okres zdjęciowy : 3 sierpnia - listopad 1998

## Obsada
- Michael J. Fox – Stuart Malutki (głos)
- Geena Davis – Pani Eleanor Malutka
- Hugh Laurie – Pan Fredrick Malutki
- Jonathan Lipnicki – George Malutki
- Nathan Lane – kot Śnieżek (głos)
- Chazz Palminteri – Smokey (głos)
- Steve Zahn – Monty the Mouth (głos)

## Wersja polska
Opracowanie wersji polskiej: Master Film
Reżyseria: Elżbieta Jeżewska
Dialogi: Elżbieta Kowalska
Dźwięk: Elżbieta Mikuś
Montaż: Jan Graboś
Kierownictwo produkcji: Ewa Chmielewska
W wersji polskiej udział wzięli:
- Zbigniew Zamachowski – Stuart Malutki
- Julian Osławski – George
- Marcin Sosnowski – pan Fredrick Malutki
- Ewa Gawryluk – pani Eleanor Malutka
- Wojciech Paszkowski – kot Śnieżek
- Janusz Rafał Nowicki – Sherman
- Andrzej Blumenfeld – Crenshew
- Małgorzata Pieńkowska – pani Keeper
- Marian Opania – Reginald Skręt
- Włodzimierz Bednarski – doktor
- Mirosława Krajewska – Kamila Skręt
- Kuba Truszczyński – Anton
- Sławomir Pacek – sprzedawca
- Dariusz Odija – Dymnik
- Grzegorz Wons – Muniek
- Piotr Zelt – Rudy
- Jacek Bończyk – Farciarz
- Jacek Mikołajczak – Spiker

oraz:
- Brygida Turowska
- Iwona Rulewicz
- Elżbieta Gaertner
- Stanisław Brudny
- Ryszard Nawrocki
- Andrzej Tomecki
- Mieczysław Morański
- Paweł Szczesny
- Beata Ziejka

## Fabuła
Państwo Malutki mają już syna George’a, ale bardzo chcą adoptować jeszcze jedno dziecko. Kiedy udają się do sierocińca, ich uwagę przykuwa pewna... mała mysz. Stuart zostaje nowym członkiem rodziny Malutkich. George nie jest zadowolony z takiego obrotu sprawy, bo jak tu się bawić z myszą. Jeszcze bardziej to nie pasuje Śnieżkowi, domowemu kotu. Decyduje się go pozbyć z pomocą przyjaciół...